# Rita Wilson
Pour les articles homonymes, voir Wilson.

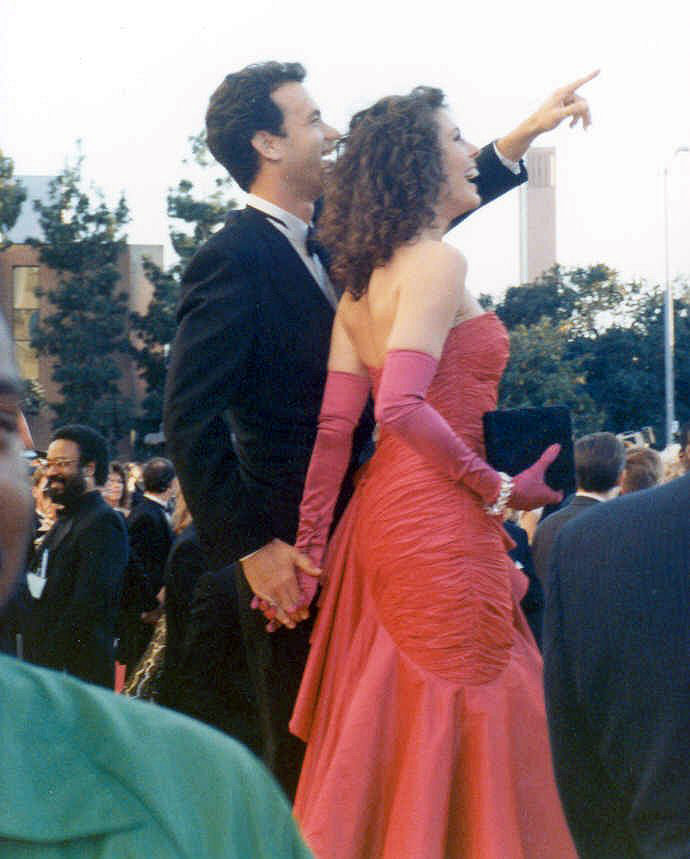
Rita Wilson et Tom Hanks à la des Oscars, en 1989.

Rita Wilson, née le 26 octobre 1956 à Los Angeles (Californie), est une actrice, productrice et chanteuse américano-grecque. Elle a obtenu la citoyenneté grecque depuis juillet 2020, avec son mari Tom Hanks.

## Biographie
Rita Wilson est née Margarita Ibrahimoff (bulgare : Маргарита Ибрахимов ; grec moderne : Μαργαρίτα Ιμπραΐμοβ) à Los Angeles, en Californie. Son père, originaire de la région de Xanthi en Thrace grecque, est pomak. Sa mère, Dorothea Tzingou, est grecque, et a grandi à Sotirë en Albanie, près de la frontière grecque. 
Rita Wilson est mariée à Tom Hanks depuis le 30 avril 1988. Un enfant prénommé Chester naît de leur union en 1990, suivi plus tard par Truman, en 1995. 
En avril 2015, elle annonce être atteinte d'un cancer du sein.
En juillet 2020, Rita Wilson et Tom Hanks reçoivent leurs passeports et deviennent officiellement des citoyens grecs,,.

## Filmographie

### Comme actrice
- 1966 : Le Tombeur de ces dames (Spinout) : Bit Girl
- 1978 : Embarquement immédiat (Flying High) : Debbie
- 1979 : The Day It Came to Earth : Debbie
- 1980 : Cheech & Chong's Next Movie : Actress
- 1985 : Toujours prêts (Volunteers) de Nicholas Meyer : Beth Wexler
- Madame est servie : Shirley Grant (saison 2, épisode 20)
- 1989 : Teen Witch : Dancer
- 1990 : Sinners : Margaret
- 1990 : Le Bûcher des vanités (The Bonfire of the Vanities) de Brian De Palma : P.R. Woman
- 1991 : Les Contes de la crypte (série télévisée) (En faire son deuil)
- 1993 : Les Requins de la finance (Barbarians at the Gate) (TV) : Carolyne Roehm-Kravis
- 1993 : Nuits blanches à Seattle (Sleepless in Seattle) : Suzy
- 1994 : Mixed Nuts : Catherine O'Shaughnessy
- 1995 : Souvenirs d'un été (Now and Then) : Chrissy DeWitt Williams
- 1996 : No Dogs Allowed
- 1996 : If These Walls Could Talk (TV) : Leslie (segment "1996")
- 1996 : That Thing You Do! : Marguerite
- 1996 : La Course au jouet : Liz Langston
- 1998 : De la Terre à la Lune ("From the Earth to the Moon") (feuilleton TV) : Susan Borman
- 1998 : Psycho : Caroline
- 1999 : Invisible Child (TV) : Annie Beeman
- 1999 : Just Married (ou presque) (Runaway Bride) : Ellie Graham
- 1999 : Une vie à deux (The Story of Us) : Rachel
- 2001 : Perfume : Roberta
- 2001 : La Prison de verre (The Glass House) : Grace Avery-Baker
- 2002 : Auto Focus : Anne Crane
- 2004 : Raise Your Voice : Francis Fletcher
- 2005 : The Chumscrubber : Terri Bratley
- 2006 : Beautiful Ohio de Chad Lowe : Judith Messerman
- 2008 : Mamma Mia! de Phyllida Lloyd : une déesse grecque
- 2009 : Papy-Sitter
- 2009 : Pas si simple (It's Complicated)
- 2011-2014 : The Good Wife : Viola Walsh, avocate (saisons 2, 3, 4 et 5)
- 2011 : New York, unité spéciale : Bree Mazelon (saison 12, épisode 23)
- 2011 : Il n'est jamais trop tard (Larry Crowne) de Tom Hanks : Wilma Q. Gammelgaard
- 2011 : Le Jour où je l'ai rencontrée : Vivian
- 2018 : Gloria Bell de Sebastián Lelio
- 2020 : Histoires d'amour (Love is Love is Love) d'Eleanor Coppola : Mary Kay
- 2022 : KIMI de Steven Soderbergh : Natalie Chowdhury
- 2023 : Asteroid City de Wes Anderson : Mrs. Weatherford

### Comme productrice
- 2002 : Mariage à la grecque (My Big Fat Greek Wedding)
- 2003 : My Big Fat Greek Life (série télévisée)
- 2004 : Connie and Carla
- 2008 : Mamma Mia!
- 2022 : A Man Called Otto de Marc Forster